# Stazione di Trevi
La stazione di Trevi è una stazione ferroviaria posta sulla linea Roma-Ancona; si trova nel territorio comunale di Trevi.